# BMC Racing Team/2015

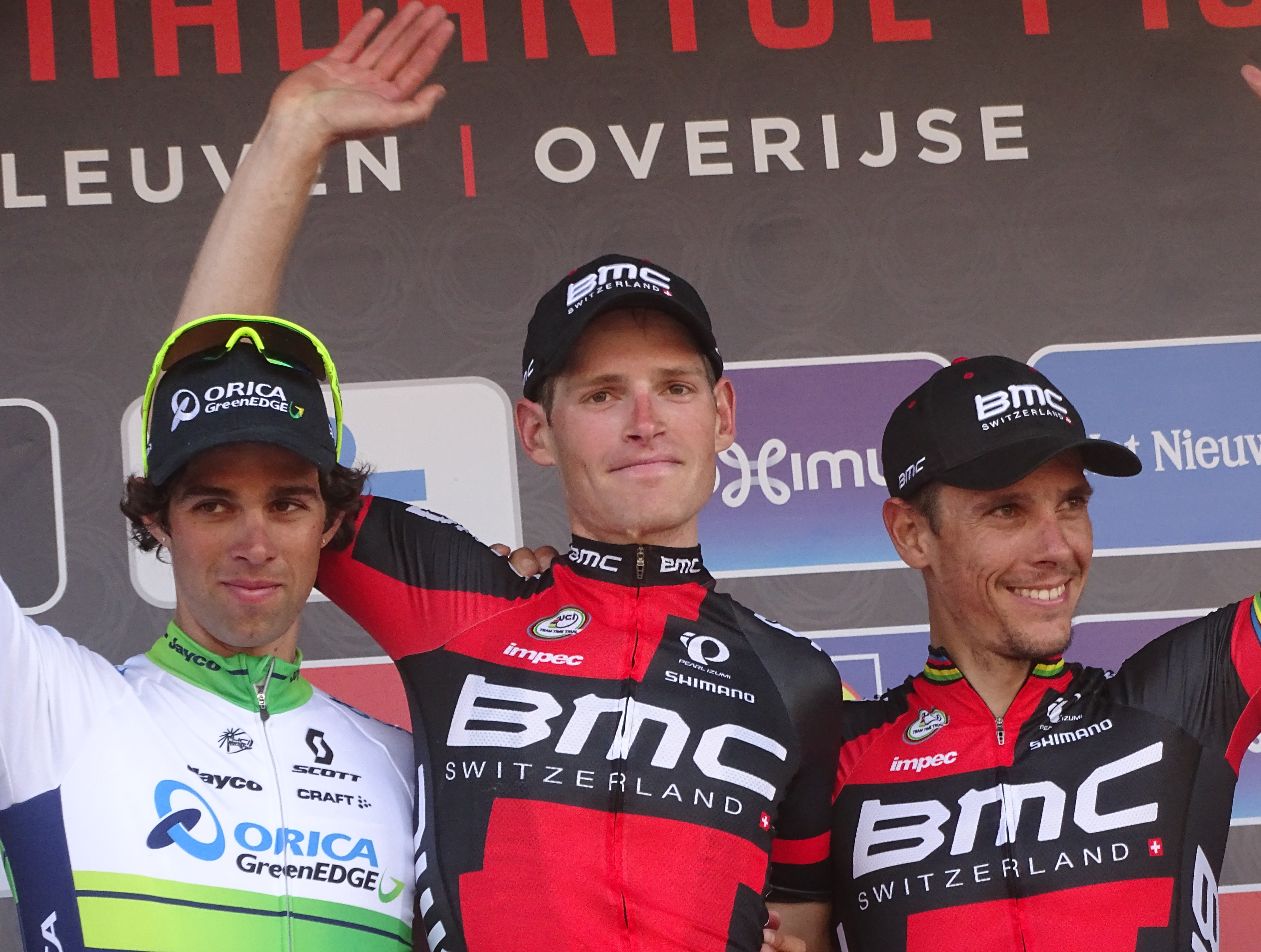
Ben Hermans (midden) en Philippe Gilbert (rechts) zijn succesvol in de Brabantse Pijl

Deze pagina geeft een overzicht van de BMC Racing Team-wielerploeg in 2015. 

## Algemeen
Algemeen manager: Jim Ochowicz
Teammanager: Allan Peiper
Ploegleiders: Fabio Baldato, Maximilian Sciandri, Yvon Ledanois, Valerio Piva, Jackson Stewart, Noël Dejonckheere
Fietsmerk: BMC
Kleding: Pearl Izumi
Kopmannen: Philippe Gilbert, Tejay van Garderen & Samuel Sánchez

## Transfers
| Inkomend                   | Team 2014                            | Uitgaand          | Team 2015                   |
| -------------------------- | ------------------------------------ | ----------------- | --------------------------- |
| Alessandro De Marchi       | Cannondale Pro Cycling Team          | Steve Morabito    | FDJ.fr                      |
| Damiano Caruso             | Cannondale Pro Cycling Team          | Martin Kohler     | Drapac Professional Cycling |
| Jempy Drucker              | Wanty-Groupe Gobert                  | Dominik Nerz      | Team Bora-Argon 18          |
| Campbell Flakemore         | Avanti Racing Team                   | Steven Cummings   | MTN-Qhubeka                 |
| Joey Rosskopf              | Hincapie Sportswear Development Team | Yannick Eijssen   | Wanty-Groupe Gobert         |
| Manuel Senni               | Team Colpack                         | Larry Warbasse    | IAM Cycling                 |
| Dylan Teuns                | BMC Development Team                 | Sebastian Lander  | Team TreFor                 |
| Loïc Vliegen (vanaf 01/07) | BMC Development Team                 | Thor Hushovd      | Gestopt                     |
| Stefan Küng                | BMC Development Team                 | Alessandro Ballan | Geschorst                   |

## Renners
| Naam                       | Geboortedatum | Nationaliteit    | Ploeg 2014                           |
| -------------------------- | ------------- | ---------------- | ------------------------------------ |
| Darwin Atapuma             | 15-01-1988    | Colombia         |                                      |
| Brent Bookwalter           | 16-02-1984    | Verenigde Staten |                                      |
| Marcus Burghardt           | 30-06-1983    | Duitsland        |                                      |
| Damiano Caruso             | 12-10-1987    | Italië           | Cannondale Pro Cycling Team          |
| Alessandro De Marchi       | 19-05-1986    | Italië           | Cannondale Pro Cycling Team          |
| Rohan Dennis               | 28-05-1990    | Australië        |                                      |
| Silvan Dillier             | 03-08-1990    | Zwitserland      |                                      |
| Jempy Drucker              | 03-09-1986    | Luxemburg        | Wanty-Groupe Gobert                  |
| Cadel Evans (tot 01/02)    | 14-02-1977    | Australië        |                                      |
| Campbell Flakemore         | 06-08-1992    | Australië        | Avanti Racing Team                   |
| Philippe Gilbert           | 05-07-1982    | België           |                                      |
| Ben Hermans                | 08-06-1986    | België           |                                      |
| Stefan Küng                | 16-09-1993    | Zwitserland      | BMC Development Team                 |
| Klaas Lodewyck             | 24-03-1988    | België           |                                      |
| Amaël Moinard              | 02-02-1982    | Frankrijk        |                                      |
| Daniel Oss                 | 13-01-1987    | Italië           |                                      |
| Taylor Phinney             | 27-06-1990    | Verenigde Staten |                                      |
| Manuel Quinziato           | 30-10-1979    | Italië           |                                      |
| Joey Rosskopf              | 05-09-1989    | Verenigde Staten | Hincapie Sportswear Development Team |
| Samuel Sánchez             | 05-02-1978    | Spanje           |                                      |
| Michael Schär              | 26-05-1986    | Zwitserland      |                                      |
| Manuel Senni               | 11-03-1992    | Italië           | Team Colpack                         |
| Peter Stetina              | 08-08-1987    | Verenigde Staten |                                      |
| Dylan Teuns                | 01-03-1992    | België           | BMC Development Team                 |
| Greg Van Avermaet          | 17-05-1985    | België           |                                      |
| Tejay van Garderen         | 12-08-1988    | Verenigde Staten |                                      |
| Peter Velits               | 21-02-1985    | Slowakije        |                                      |
| Loïc Vliegen (vanaf 01/07) | 20-12-1993    | België           | BMC Development Team                 |
| Danilo Wyss                | 26-08-1985    | Zwitserland      |                                      |
| Rick Zabel                 | 07-12-1993    | Duitsland        |                                      |

## Overwinningen
| Tour Down Under 3e etappe: Rohan Dennis Eindklassement: Rohan Dennis Jongerenklassement: Rohan Dennis Tirreno-Adriatico 3e etappe: Greg Van Avermaet Ronde van Catalonië 4e etappe: Tejay van Garderen Volta Limburg Classic Winnaar: Stefan Küng Brabantse Pijl Winnaar: Ben Hermans Ronde van Romandië 4e etappe: Stefan Küng Ronde van Yorkshire 3e etappe: Ben Hermans Ronde van Italië 12e etappe: Philippe Gilbert 18e etappe: Philippe Gilbert Ronde van België 4e etappe: Greg Van Avermaet Eindklassement: Greg Van Avermaet Critérium du Dauphiné 3e etappe: BMC Racing Team (PTT) Nationale kampioenschappen Zwitserland - Tijdrit: Sylvan Dillier Zwitserland - Wegrit: Danilo Wyss | Ronde van Frankrijk 1e etappe: Rohan Dennis 9e etappe: (ploegentijdrit) 13e etappe: Greg Van Avermaet Ronde van Oostenrijk 3e etappe: Rick Zabel Grand Prix Pino Cerami Winnaar: Philippe Gilbert Ronde van Wallonië 3e etappe: Philippe Gilbert RideLondon Classic Winnaar: Jempy Drucker Arctic Race of Norway 3e etappe: Ben Hermans 4e etappe: Sylvan Dillier Jongerenklassement: Sylvan Dillier Eneco Tour 7e etappe: Manuel Quinziato USA Pro Challenge 1e etappe: Taylor Phinney 2e etappe: Brent Bookwalter 4e etappe: Rohan Dennis 5e etappe: Rohan Dennis Ronde van Spanje 1e etappe: (ploegentijdrit) 14e etappe: Alessandro De Marchi |

2007 · 2008 · 2009 · 2010 · 2011 · 2012 · 2013 · 2014 · 2015 · 2016 · 2017 · 2018 · 2019 · 2020
AG2R-La Mondiale · Astana Pro Team · BMC Racing Team · Team Cannondale-Garmin · Etixx-Quick Step · FDJ · Team Giant-Alpecin · IAM Cycling · Katjoesja · Lampre-Merida · Team LottoNL-Jumbo · Lotto Soudal · Movistar Team · Orica GreenEDGE · Team Sky · Tinkoff-Saxo · Trek Factory Racing